# 류정한
류정한(1971년 1월 10일 ~ )은 대한민국의 뮤지컬 배우다.
2017년 3월 13일 배우 황인영과 결혼했다.

## 학력
- 화계초등학교
- 대동중학교
- 보성고등학교
- 서울대학교 음악대학 성악과

## 방송
- 2012년 JTBC 미니시리즈 《러브 어게인》 ... 서영욱 역

## 영화
- 2011년 《멋진 인생》 ... 류정한 역 (우정출연)

## 뮤지컬
- 1997년 《웨스트 사이드 스토리》 ... 토니 역
- 1997년 《선녀와 나뭇꾼》 ... 나뭇꾼 역
- 1999년 《브로드웨이 42번가》 ... 빌리 역
- 2001년~2002년 《오페라의 유령》 ... 라울 역
- 2003년 《웨스트 사이드 스토리》 ... 토니 역
- 2003년 《넌센스 젬버리》 ... 버질 신부 역
- 2003년 《킹앤아이》 ... 룬타 역
- 2004년 《지킬 앤 하이드》 ... 지킬/하이드 역
- 2005년 《아가씨와 건달들》 ... 스카이 역
- 2005년 《갓스펠》 ... 예수 역
- 2005년 《돈키호테》 ... 세르반테스/돈키호테 역
- 2006년 《지킬 앤 하이드》 ... 지킬/하이드 역
- 2006년~2007년 《클로저댄에버》 ... 준희 역
- 2007년 《쓰릴 미》 ... 네이슨 레오폴드 역
- 2007년 《스위니 토드》 ... 스위니 토드 역
- 2008년 《이블 데드》 ... 애쉬 역
- 2008년 《쓰릴 미》 ... 네이슨 레오폴드 역
- 2008년 《맨 오브 라만차》 ... 세르반테스/돈키호테 역
- 2008년~2009년 《지킬 앤 하이드》 ... 지킬/하이드 역
- 2009년 《영웅》 ... 안중근 역
- 2010년 《맨 오브 라만차》 ... 세르반테스/돈키호테 역
- 2010년 《몬테크리스토》 ... 에드몬드 단테스 역
- 2010년 《스토리 오브 마이 라이프》 ... 토마스 역
- 2010년~2011년 《지킬 앤 하이드》 ... 지킬/하이드 역
- 2011년 《몬테크리스토》 ... 에드몬드 단테스 역
- 2012년 《엘리자벳》 ... 죽음 역
- 2012년 《두 도시 이야기》 ... 시드니 칼튼 역
- 2012년 《맨 오브 라만차》 ... 세르반테스/돈키호테 역
- 2013년 《레베카》 ... 막심 드윈터 역
- 2013년 《몬테크리스토》 ... 에드몬드 단테스 역
- 2013년 《두 도시 이야기》 ... 시드니 칼튼 역
- 2013년~2014년 《카르멘》 ... 호세 역
- 2014년 《프랑켄슈타인》 ... 빅터 프랑켄슈타인 역
- 2014년 《드라큘라》 ... 드라큘라 역
- 2014년~2015년 《지킬 앤 하이드》 ... 지킬/하이드 역
- 2015년 《팬텀》 ... 팬텀 역
- 2015년 《맨 오브 라만차》 ... 세르반테스/돈키호테 역
- 2016년 《레베카》 ... 막심 드 윈터 역
- 2016년 《마타하리》 ... 라두 대령 역
- 2016년 《잭 더 리퍼》 ... 다니엘 역
- 2016년~2017년 《몬테크리스토》 ... 에드몬드 단테스/몬테크리스토 백작 역
- 2017년 《시라노》 ... 프로듀서, 시라노 드 베르쥬락 역
- 2018년 《닥터지바고》...유리지바고 역
- 2018년 《프랑켄슈타인》 ... 빅터 프랑켄슈타인 역

## 연극
- 1998년 《마스터클래스》 ... 토니 역
- 1999년 《가시밭의 한송이》 ... 나레이터 역
- 2000년 《세자매》 ... 페도찍 역

## 수상
- 1998년 제4회 한국뮤지컬대상 남우신인상 《웨스트 사이드 스토리》
- 2007년 제1회 대구국제뮤지컬페스티벌(DIMF) 스타상 《지킬 앤 하이드》[2]
- 2007년 제13회 한국뮤지컬대상 남우주연상 《쓰릴 미》
- 2008년 제2회 대구국제뮤지컬페스티벌(DIMF) 남자 스타상 《스위니 토드》[3]
- 2015년 제11회 골든티켓어워즈 뮤지컬 남자배우상 《맨 오브 라만차》《지킬 앤 하이드》《팬텀》
- 2016년 제12회 골든티켓어워즈 뮤지컬 남자배우상 《레베카》《마타하리》《몬테크리스토》《잭 더 리퍼》